# Koji Yamamura
Koji Yamamura (山村 浩二) (4 de junho de 1964 - ) é um diretor de animação japonês.

## Ligação Externa
- «Sítio oficial»